# Grondwet van Spanje
De Spaanse grondwet werd op 6 december 1978, drie jaar na afloop van de dictatuur onder Francisco Franco, in een referendum door 88,5% van de stemgerechtigde Spanjaarden goedgekeurd. Dit referendum kwam tot stand doordat koning Juan Carlos I invoering van de democratie wilde bewerkstelligen.
De grondwet trad in werking op 29 december 1978 en voorziet in een constitutionele monarchie voor een ondeelbaar Spanje.  
De grondwet is een subtiel evenwicht tussen allerlei gevoeligheden onder de Spaanse bevolking en leverde het raamwerk voor de overgang naar de democratie.
Ofschoon de grondwet geen enkele verwijzing naar God bevat en met zijn uitdrukkelijke vrijheid van eredienst en overtuiging afstand neemt van het nationaalkatholicisme onder Franco, hebben de bisschoppen in 1978 met het oog op de verzoening, geen stemadvies voor het referendum willen geven. Daarvoor kregen ze een vermaning van de toenmalige paus Johannes Paulus II: “U heeft ingestemd met een atheïstische grondwet in Spanje.”

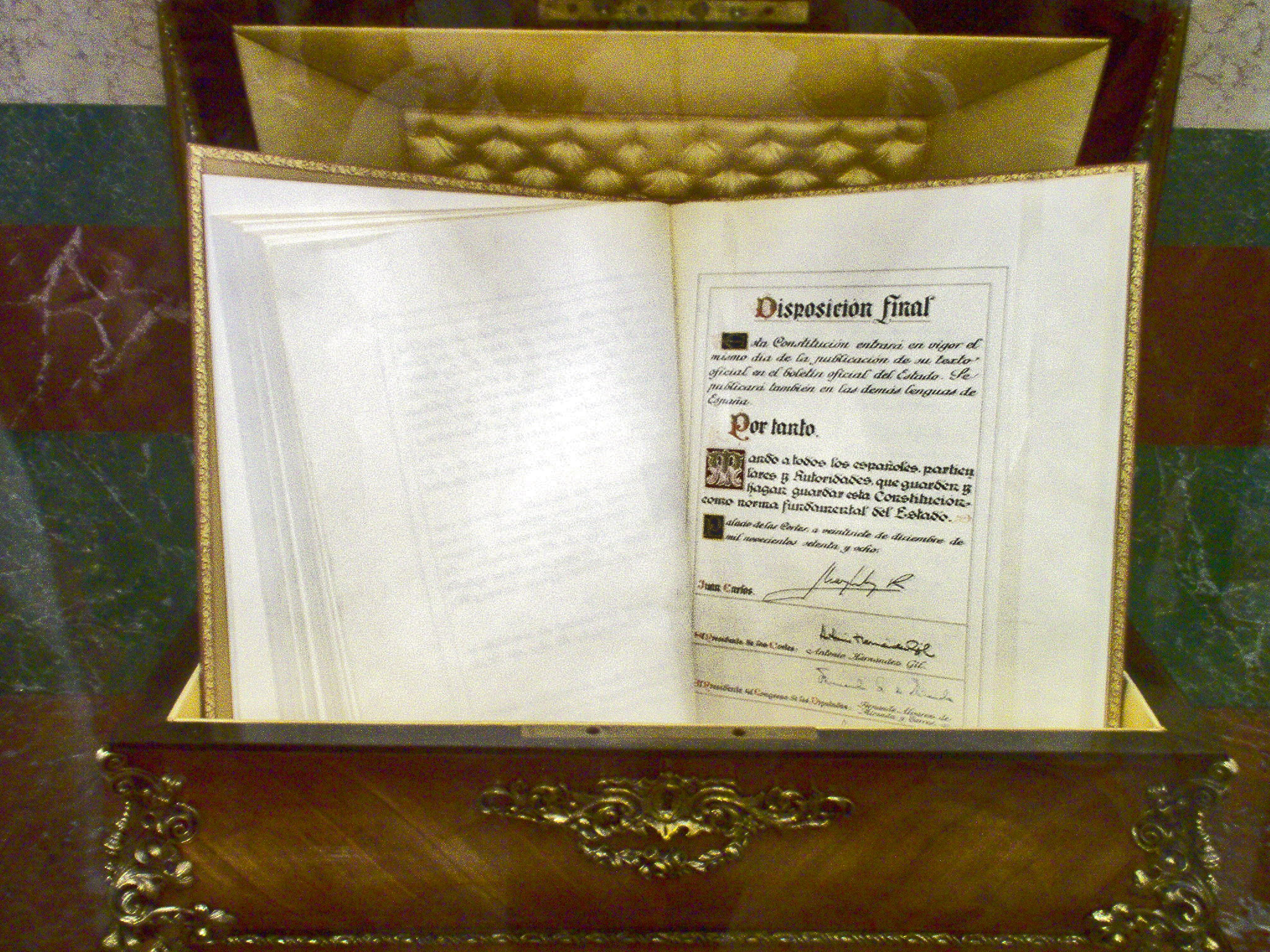
Afschrift van de grondwet van Spanje in het Spaanse congres